# Retheos Berberian
Retheos Efendi Berberian (in armeno Ռեթէոս Յ. Պէրպէրեան?; Costantinopoli, 10 ottobre 1848 – Scutari, 6 aprile 1907) è stato un pedagogista, giornalista, scrittore, traduttore e poeta armeno.

## La vita
Retheos Berberian ricevette la formazione di base presso la scuola Nersesyan a Hasköy, un quartiere di Costantinopoli. Qui fu compagno di classe del poeta Teotoros Zorayan. Fra i suoi insegnanti vi furono il linguista Madatya Karakaşyan (1818-1903). Retheos Berberian nel 1865 divenne assistente per gli studenti armeni nel Liceo Galatasaray di Costantinopoli. Nel 1866 insegnò presso la scuola Nersesyan, nel 1867 a Edirne, nel 1868 ad Haskoy ancora una volta, nel 1872-1874 presso il Collegio Panosyan e la Scuola Akabyan, nel 1874-1875 presso la scuola Tarkmançats. Dal 1869 scrisse per i giornali Jamanak, Masis, Manzume-i Efkâr e Arevelyan Pog.
Nell'ottobre 1876 fondò la sua scuola a Scutari. Curriculum e metodi di insegnamento progettati da Retheos Berberian prevedevano dure ma semplici condizioni. I suoi ideali educativi erano, infatti, ispirati alla Bibbia: "Ciò che è vero, tutte le cose nobili, tutte le cose giuste, tutto ciò che è puro, amabile, tutte le cose di buona reputazione, sono una virtù e un elogio - si pensi a queste cose" (Filippesi 4:8).
Retheos Berberian portò un duro attacco al materialismo a lui contemporaneo. Dal punto di vista legale il titolo di studio rilasciato dal Collegio Berberian avrebbe dovuto dare accesso alle università straniere.
Nel 1879, il collegio fu trasferito presso il vicino Robert College.
Il 28 agosto 1883 sposò Zaruhi Panosyan (1864-1899). Nello stesso anno tradusse Hermann und Dorothea di Goethe in lingua armena.
Dalla moglie tre figli: Mannig Berberian (1885–1960) poetessa Onnig Berberian e il compositore Schahan Berberian (1891–1956). 
Nel 1907, il 25º anno di fondazione della scuola, fu festeggiato anche dal sultano Abdulhamid II e Reteos Berberian venne onorato per i suoi successi in quanto molto attivo nella comunità armena.
Alcuni dei migliori scrittori armeni tra XIX e XX secolo si diplomarono presso il collegio Berberian. Tra coloro che frequentarono la scuola di Reteos Berberian si ricordano il poeta e atleta olimpionico Mateos Zarifian (1894-1924) e il poeta e giornalista Hrand Nazariantz (1886-1962).
Nel 1870 fu uno dei fondatori del Kordzaser giornale armeno di Haskoy. Per quattro volte venne eletto alla Commissione Istruzione del Patriarcato armeno (1882-1884, 1884-1885, 1891-1894, 1894-1896).

## Gli ultimi anni
Nel 1896 si trasferì con la moglie per due anni a Ginevra, dove aprì un centro di istruzione e un dormitorio per i suoi studenti. Il 12 marzo 1899 sua moglie morì. Il 6 aprile 1907 anche Retheos Berberian morì a Scutari. La scuola Berberian fu chiusa temporaneamente negli anni 1914-1918. Nel 1924 il collegio si trasferì a Il Cairo e nel 1934 fu definitivamente chiuso per motivi finanziari.
La sua tomba si trova presso il Cimitero della Santa Croce a Baglarbasi. Non distante dalla tomba, si trovano quella di Bedros Turian e del suo allievo  Mateos Zarifian (1894-1924).

## Citazioni
Il Patriarca di Costantinopoli, Malachia Ormanian, lo definiva "Padre degli studiosi" e "Maestro degli insegnanti".